# Tôt ou tard (film)
Pour plus de détails, voir Fiche technique et Distribution.
Tôt ou tard est un film français réalisé par Anne-Marie Étienne, sorti en 1999 au Festival international du film francophone de Namur.

## Fiche technique
- Titre : Tôt ou tard
- Réalisation : Anne-Marie Étienne
- Scénario : Anne-Marie Étienne
- Production : Gérard Jourd'hui
- Production exécutive : Gaëlle Girre, Pierrick Le Pochat
- Photographie : Alain Choquart
- Son : Alek Goosse
- Montage : Isabelle Dedieu
- Décors : Giuseppe Ponturo
- Costumes : Christine Guégan
- Musique : Roddy Julienne
- Sociétés de production : Blue Dahlia Productions, France 2 Cinéma, Studiocanal
- Sociétés de dixtribution : Océan Films et Warner Bros.
- Pays d'origine :  France
- Format : couleurs - Stéréo
- Genre : romantique
- Durée : 100 minutes
- Dates de sortie :
  - Belgique : septembre 1999 (Festival international du film francophone de Namur)
  - France : 19 juillet 2000

## Distribution
- Philippe Torreton : Éric
- Amira Casar : Catherine
- Laura del Sol : Consuelo
- Anny Duperey : Aline
- Pascal Légitimus : Christian
- Jacques Weber : Pierre
- Pierre Cassignard : Julien
- Raphaëlle Cambray : Gisèle
- Marion Loran : Marthe
- Jean-Pierre Michaël : Olivier
- Mila Savic : Anna
- Idwig Stéphane : le patron de l'Azur bar